# Аргут
Аргу́т — река в центральной части Алтая, правый приток Катуни.

## Гидрография

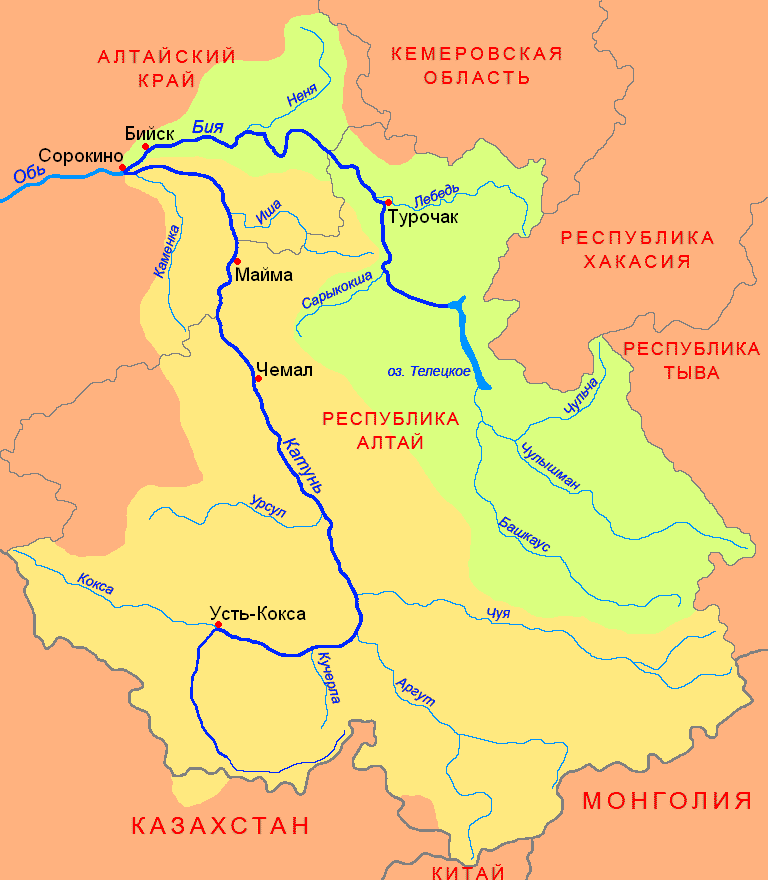
Бассейны Катуни и Бии

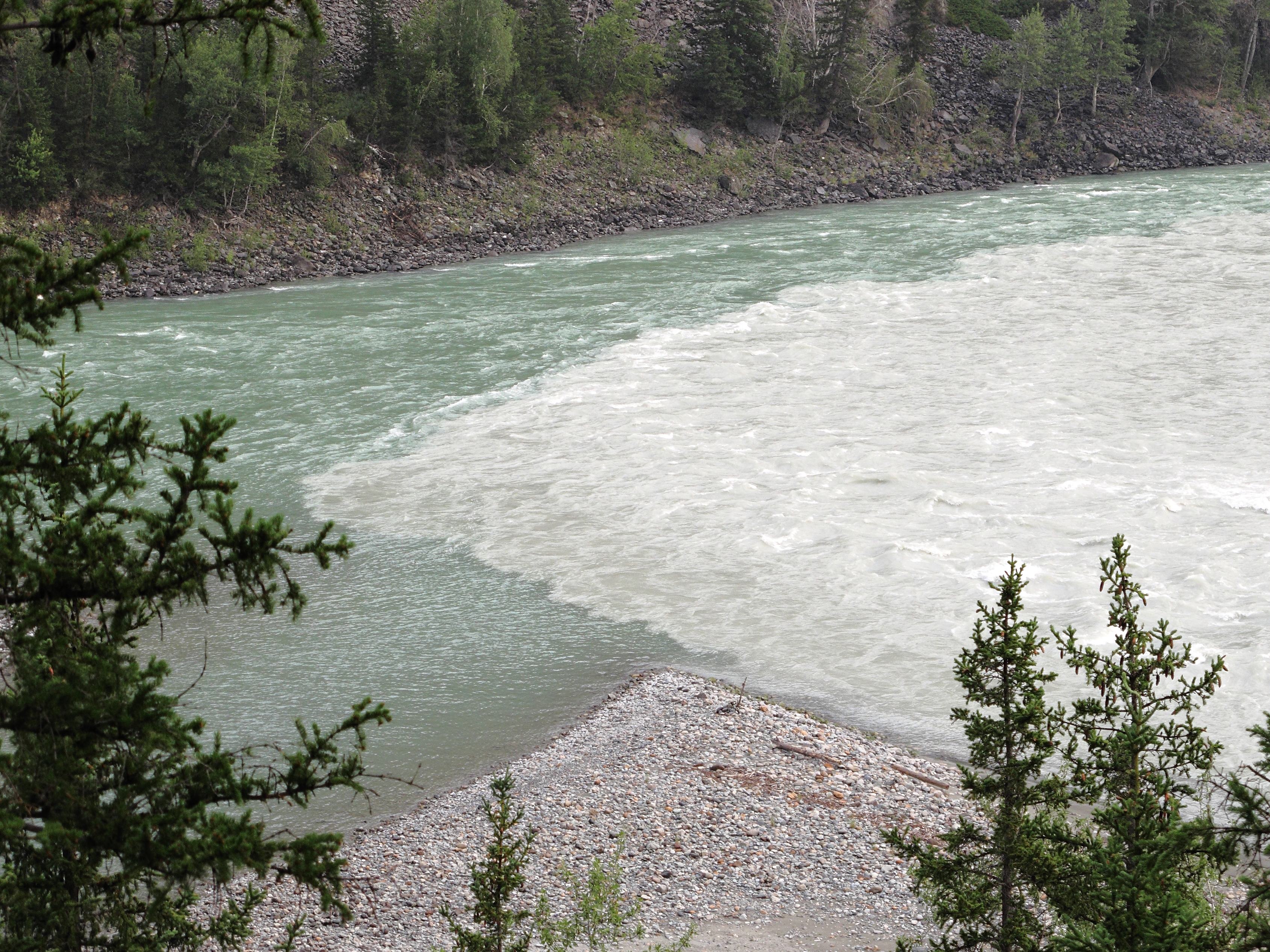
Слияние вод Аргута (справа) и Катуни (слева)

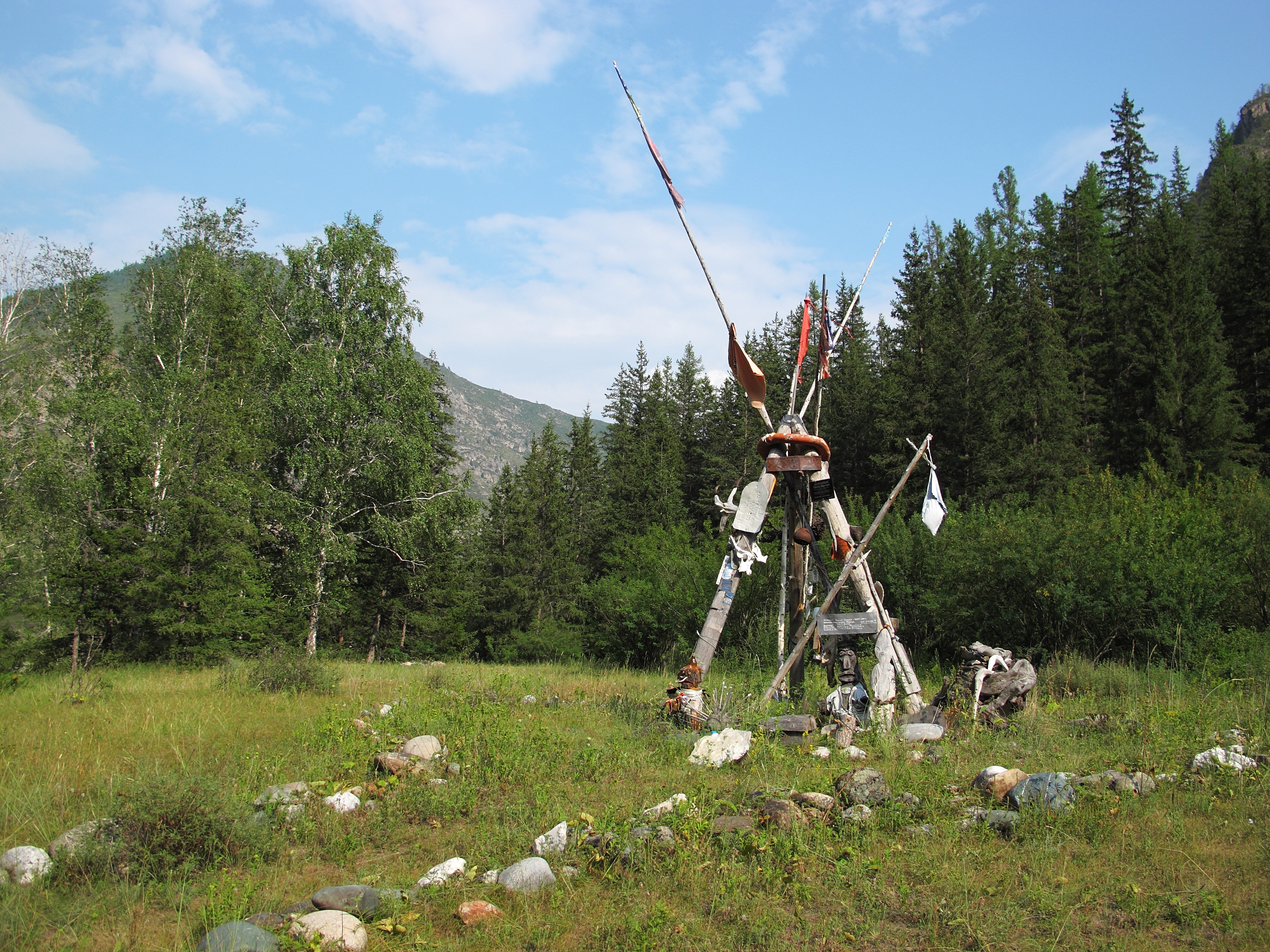
«Музей» под открытым небом у устья Аргута

Длина 106 км (без реки Акалаха, вместе с ней — 232 км), площадь водосборного бассейна — 9550 км². Аргут начинается при слиянии Джазатора и Акалахи. Вблизи от слияния на правом берегу Джазатора расположено село Беляши. Направление течения преимущественно северо-западное. Впадает в Катунь в 390 км от её устья. Обилие ледников Катунского и Чуйского хребтов определяет характер водного режима: 40 % стока дают ледники и вечные снега, 34 % — сезонные снега, 17 % — дожди, 9 % — подземные воды. Замерзает в ноябре, вскрывается в апреле. Средний уклон реки 10 м/км, среднегодовой расход в устье 112 м³/с.
Высота истока — 1531,4 м над уровнем моря. Высота устья — 765 м над уровнем моря.

## Карагемский прорыв
Одной из достопримечательностей реки является Карагемский прорыв.
Здесь Аргут, имеющий огромный для горной реки расход воды, прорезает себе путь между Катунским и Южно-Чуйским хребтами, образуя пятикилометровый каньон. Первопрохождение прорыва было совершено в 2003 году барнаульскими водниками — Александром Проваторовым, Сергеем Блошкиным, Владиславом Зыряновым на судне типа «Бублик».

## Притоки
Приведены также притоки левой составляющей Аргута — Акалахи (вторая колонка).
(указаны км от устья)
- 3 км: Сата-Кулар
- 18 км: Етугол (Танклу-Карасу)
- 22 км: Шавла
- 30 км: Ело
- 37 км: Коир (Караайры)
- 44 км: Юнгур
- 46 км: Бартулдак
- 52 км: Иедыгем
- 57 км: Кулагаш
- 62 км: Кальджинколь
- 68 км: Куркуре
- 77 км: Карагем
- 82 км: Карасу
- 90 км: Коксу
- 102 км: Бара
- 106 км: Джазатор (Усай)
- 122 км: Байжигит
- 133 км: Караалаха
- 139 км: Каракунгой
- Талдыбулак
- 150 км: Жанжикуль
- Байбкунь
- 166 км: Кара-Булак
- 167 км: Аккол
- Кальджинкой
- 174 км: Калгуты
- 193 км: Чолок-Чад
- 200 км: Карабулак
- 214 км: Бетсу-Канас
- 217 км: Укок